# Municipio de Perry (condado de Fayette, Ohio)
El municipio de Perry (en inglés: Perry Township) es un municipio ubicado en el condado de Fayette en el estado estadounidense de Ohio. En el año 2010 tenía una población de 1041 habitantes y una densidad poblacional de 14,01 personas por km².

## Geografía
El municipio de Perry se encuentra ubicado en las coordenadas 39°24′53″N 83°26′14″O / 39.41472, -83.43722. Según la Oficina del Censo de los Estados Unidos, el municipio tiene una superficie total de 74.31 km², de la cual 74,31 km² corresponden a tierra firme y (0 %) 0 km² es agua.

## Demografía
Según el censo de 2010, había 1041 personas residiendo en el municipio de Perry. La densidad de población era de 14,01 hab./km². De los 1041 habitantes, el municipio de Perry estaba compuesto por el 96,54 % blancos, el 1,25 % eran afroamericanos, el 0,19 % eran amerindios, el 0,58 % eran asiáticos, el 0,1 % eran de otras razas y el 1,34 % eran de una mezcla de razas. Del total de la población el 1,63 % eran hispanos o latinos de cualquier raza.